# Ernst von Zieten
Ernst Balthasar von Zieten (Potsdam, 5. siječnja 1863. – 17. prosinca 1916.) je bio njemački general i vojni zapovjednik. Tijekom Prvog svjetskog rata bio je načelnik stožera 2. armije, te je zapovijedao 17. pričuvnom divizijom na Zapadnom bojištu.

## Vojna karijera
Ernst von Zieten rođen je 5. siječnja 1863. u Potsdamu. U prusku vojsku stupa 1881. godine služeći u 3. husarskoj pukovniji "von Zieten". U veljači 1892. dostiže čin poručnika, dok je u ožujku 1895. promaknut u čin konjičkog satnika. Te iste 1895. godine raspoređen je na službu u Glavni stožer. Godine 1897. postaje zapovjednikom satnije u 3. husarskoj pukovniji "von Zieten", dok u rujnu 1901. dostiže čin bojnika. U travnju 1908. imenovan je zapovjednikom 12. dragunske pukovnije "von Arnim", da bi mjesec dana nakon tog imenovanja u svibnju bio promaknut u čin potpukovnika. U travnju 1911. unaprijeđen je u čin pukovnika, dok u studenom te iste godine postaje načelnikom stožera XI. korpusa smještenog u Kasselu kojim je tada zapovijedao Reinhard von Scheffer-Boyadel. Navedenu dužnost obnaša do veljače 1914. kada je promaknut u čin general bojnika, te imenovan zapovjednikom 30. konjičke brigade.

## Prvi svjetski rat
Na početku Prvog svjetskog rata Zieten je raspoređen na službu u stožer 7. armije kojom je na Zapadnom bojištu zapovijedao Josias von Heeringen. Služeći u stožeru 7. armije sudjeluje u Bitci u Loreni, te Prvoj bitci na Aisnei. U prosincu 1914. imenovan je načelnikom stožera 2. armije kojom je zapovijedao Karl von Bülow. Navedenu dužnost obnaša do lipnja 1915. kada je imenovan zapovjednikom 17. pričuvne divizije zamijenivši na tom mjestu Ernsta von Hoeppnera. Na mjestu zapovjednika 17. pričuvne divizije Zieten se nalazi do travnja 1916. godine.

## Smrt
Ernst von Zieten preminuo je 17. prosinca 1916. godine u 53. godini života.

## Vanjske poveznice
(eng.) Ernst von Zieten na stranici Prussianmachine.com